# Theano (logiciel)
Pour les articles homonymes, voir Théano.
Theano est une bibliothèque logicielle Python d'apprentissage profond développée par Mila - Institut québécois d'intelligence artificielle, une équipe de recherche de l'Université McGill et de l'Université de Montréal.